# Morpolača
Morpolača – wieś w Chorwacji, w żupanii zadarskiej, w gminie Stankovci. W 2011 roku liczyła 49 mieszkańców.